# فارگو (ویسکانسین)
فارگو (به انگلیسی: Fargo) یک منطقهٔ مسکونی در ایالات متحده آمریکا است که در شهرستان ورنن، ویسکانسین واقع شده‌است. فارگو ۳۹۱٫۹۸ متر بالاتر از سطح دریا واقع شده‌است.